# Лас-Флорес (округ)
Округ Лас-Флорес (ісп. Las Flores) — адміністративно-територіальна одиниця 2-ого рівня у провінції Буенос-Айрес в центральній Аргентині. Адміністративний центр округу — Лас-Флорес (ісп. Las Flores).
Населення округу становить 23871 особу (2010). Площа — 3340 кв. км.

## Історія
Округ заснований у 1839 році.

## Населення
У 2010 році населення становило 23871 особу. З них чоловіків — 11518, жінок — 12353.

## Політика
Округ належить до 5-ого виборчого сектору провінції Буенос-Айрес.